# Michał Grocki
Michał Grocki (ur. 3 lutego 1989) – polski sędzia piłkarski reprezentujący najpierw Łódzki (do 2014 r.), a następnie Mazowiecki Związek Piłki Nożnej. Arbiter w meczach II Ligi, III Ligi, Młodej Ekstraklasy, a także juniorskich meczów międzynarodowych. Sędzia techniczny w meczach Ekstraklasy.